# Eriophorum microstachyum
Eriophorum microstachyum är en halvgräsart som beskrevs av Johann Otto Boeckeler. Eriophorum microstachyum ingår i släktet ängsullssläktet, och familjen halvgräs. Inga underarter finns listade i Catalogue of Life.